# HYPERプレイステーション2
『HYPERプレイステーション2』（ハイパープレイステーションツー）は、1994年12月より2006年6月までソニー・マガジンズ（現エムオン・エンタテインメント）が刊行していたPlayStationおよびPlayStation 2の専門ゲーム雑誌（2000年より誌名に「2」を追加）。月刊ながらソニー・コンピュータエンタテインメントのオフィシャル誌であった。2000年から月2回刊となった時期があったが、程なく月刊の発刊体制に戻っている。
創刊当初よりゲームクリエイターのインタビュー記事などの「読ませる」記事に重点を置いて作成され、特に創刊直前の号ではPlayStationの設計やマーケティングに携わった人物へのインタビュー記事にかなりのページ数を割くなど、速報性よりも記事の内容の濃さを優先した誌面作りで、競合誌が週刊・隔週刊化される中、基本的に月刊での発刊ペースを守っていた。PlayStation 2発売以降は、同機種がDVDプレイヤーとしても機能することから、映画などのDVD作品の紹介記事なども掲載されるようになった。
2006年6月30日発売の8月号を以て休刊。今後は、PlayStation 3発売後の市場動向などを総合的に判断して復刊するか否かを決める、とされている。

## 姉妹誌
本誌収録記事の総集編と体験版CD-ROMを付属した姉妹誌『HYPERプレイステーションRe-mix』が存在し、PlayStationにおける体験版CD-ROM付属誌の皮切りとなったが、2000年にPlayStation 2が主流となった際に休刊（実質的に廃刊）した。以降、DVD-ROMが付録となった『HYPERプレイステーションRe-mix』は発行されていない。
また、1996年7月に「ソニーなのに、セガサターン」のキャッチコピーでセガサターン専門誌『HYPER SATURN』（後に『サターンV』へ改題）を創刊したが、短命（1997年12月廃刊）に終わっている。